# Catello Amarante (aviron, 1990)
Pour les articles homonymes, voir Catello Amarante.
Catello Amarante, né le 1er mai 1990 à Castellammare di Stabia, est un rameur italien, poids léger.
Il est le cousin de Catello Amarante, né en 1979.

## Carrière
Il remporte la médaille d’or lors des Championnats du monde 2013 en huit poids léger.

## Palmarès

### Championnats du monde
- 2012 à Plovdiv,  Bulgarie
  -  Médaille d'argent en huit poids légers
- 2013 à Chungju,  Corée du Sud
  -  Médaille d'or en huit poids légers
- 2018 à Plovdiv,  Bulgarie
  -  Médaille d'argent en quatre de couple poids légers
- 2019 à Ottensheim,  Autriche
  -  Médaille d'argent en quatre de couple poids légers

### Championnats d'Europe
- 2017 à Račice,  Tchéquie
  -  Médaille d'argent en quatre sans barreur poids légers
- 2018 à Glasgow,  Royaume-Uni
  -  Médaille d'or en quatre de couple poids légers
- 2019 à Lucerne,  Suisse
  -  Médaille d'or en quatre de couple poids légers